# Келлі Ху
Келлі Ху (англ. Kelly Hu, нар. 13 лютого 1968, Гонолулу, Гаваї, США) — американська актриса, колишня фотомодель і королева краси, яка була коронована як «Міс підліток США» 1985 року та «Міс Гаваї США» 1993 року. Ху зіграла роль доктора Рей Чанг в американській телевізійній мильній опері «Кохання та таємниці Сансет Біч» і роль Мішель Чан в американському телевізійному поліцейському драматичному серіалі «Детектив Неш Бріджес». Вона знялася в численних фільмах, зокрема «Цар скорпіонів» (2002) у ролі Кассандри, «Від колиски до могили» (2003) у ролі Сони, «Люди Ікс 2» (2003) і «Дедпул і Росомаха» (2024) у ролі Юріко Ояма/Леді смертельний удар та «Турнір» (2009).

## Біографія
Ху народилася в Гонолулу, Гаваї, в сім'ї Хуаніти та Герберта Ху. Її батьки розлучилися в дитинстві, Ху і її мати вийшла заміж за Роя Такару. Її брат, Гленн, є підполковником і офіцером в армії Сполучених Штатів. Вона китайського, англійського та гавайського походження. Вона відвідувала початкову школу Maʻemaʻe та школи Kamehameha в Гонолулу, Гаваї.
Ху все життя цікавилася співом і танцями, а також цікавилася бойовими мистецтвами з раннього дитинства. Двоюрідна сестра Ху була успішною моделлю в Японії, і Ху вирішила наслідувати її приклад. Келлі Ху виграла титул «Міс Гаваї підлітки США» та брала участь у конкурсі «Міс підлітки США» 1985 року, ставши третьою володаркою титулу «Міс підлітки США» в історії та першою переможницею конкурсу « Міс підлітки США» та першою переможницею азіатського походження. Ху згадувала в інтерв'ю, що її мати сказала їй, що Америка не готова до азіата як такого видатного прикладу для наслідування. Після перемоги вона виявила, що їй було заборонено з'являтися в діяльності, не пов'язаній з конкурсом, протягом року її правління, хоча це правило було змінено в наступні роки.

## Фільмографія
| Рік       |    | Українська назва                                            | Оригінальна назва                                        | Роль                               |
| --------- | -- | ----------------------------------------------------------- | -------------------------------------------------------- | ---------------------------------- |
| 1987—1988 | с  | Зростаюча біль                                              | Growing Pains                                            | Меліа                              |
| 1988      | с  | Нічний суд                                                  | Night Court                                              | Кріста                             |
| 1989      | с  | Службове відрядження                                        | Tour of Duty                                             | В'єтнамський діджей                |
| 1989      | с  | Джамп-стріт, 21                                             | 21 Jump Street                                           | Кім Ван Лю                         |
| 1989      | ф  | П'ятниця, 13-те, частина 8: Джейсон захоплює Манхеттен      | Friday the 13th Part VIII: Jason Takes Manhattan         | Ева Ватанайб                       |
| 1990      | с  | CBS Special Break Break                                     | CBS Schoolbreak Special                                  | Емілі                              |
| 1991      | ф  | The Doors                                                   | The Doors                                                | Дороті                             |
| 1991      | ф  | Гарлі-Девідсон і ковбой Мальборо                            | Harley Davidson and the Marlboro Man                     | Сьюзі                              |
| 1992      | с  | Зухвалі і красиві                                           | The Bold and the Beautiful                               | Тріш                               |
| 1993      | ф  | Ніндзя-серфери                                              | Surf Ninjas                                              | Ро-Мей                             |
| 1993      | с  | Ворон                                                       | Raven                                                    | Пеле                               |
| 1994      | с  | Закон Берка                                                 | Burke's Law                                              | Дон                                |
| 1994      | с  | Район Мелроуз                                               | Melrose Place                                            | Андреа                             |
| 1994      | с  | Ренегат                                                     | Renegade                                                 | Кеті                               |
| 1995      | ф  | Шляху назад немає                                           | No Way Back                                              | Сейко Кобаяші                      |
| 1995      | ф  | Дивні дні                                                   | Strange Days                                             | Жінка                              |
| 1995      | с  | Можливо цього разу                                          | Maybe This Time                                          | Дженніфер                          |
| 1996      | с  | Перше вбивство                                              | Murder One                                               | Наталі                             |
| 1996      | с  | Часовий                                                     | The Sentinel                                             | Крістін Хонг                       |
| 1996      | с  | Західний Вайкікі                                            | One West Waikiki                                         | Мідорі                             |
| 1996      | с  | Тихоокеанська блакить                                       | Pacific Blue                                             | Венді Тренг                        |
| 1996      | с  | Містер і місіс Сміт                                         | Mr. & Mrs. Smith                                         | Місс Джонс                         |
| 1996      | тф | Зоряна команда                                              | Star Command                                             | Юкіко Фусакі                       |
| 1997      | ф  |                                                             | Fakin' da Funk                                           | Кве-Мі                             |
| 1997      | с  | Кохання та таємниці Сансет Біч                              | Sunset Beach                                             | Рей Ченг                           |
| 1997—1998 | с  | Детектив Неш Бріджес                                        | Nash Bridges                                             | Мішель Чан                         |
| 1998      | с  | Мальком і Венді                                             | Malcolm & Eddie                                          | Венді                              |
| 1998—2000 | с  | Воєнний стан                                                | Martial Law                                              | Грейс Чен                          |
| 2002      | ф  | Цар скорпіонів                                              | The Scorpion King                                        | Кассандра                          |
| 2003      | с  | Бумтаун                                                     | Boomtown                                                 | Рейчел Дюрел                       |
| 2003      | ф  | Від колиски до могили                                       | Cradle 2 the Grave                                       | Сона                               |
| 2003      | ф  | Люди Ікс 2                                                  | X2                                                       | Юрико Ояма / Леді смертельний удар |
| 2004      | с  | Матриця загроз                                              | Threat Matrix                                            | Міа Чен                            |
| 2004      | тф | Бібліотекар: У пошуках списа долі                           | The Librarian: Quest for the Spear                       | Лана                               |
| 2004—2006 | с  | Місце злочину: Нью-Йорк                                     | CSI: NY                                                  | Кейлі Мака                         |
| 2005      | ф  | Підкласник                                                  | Underclassman                                            | Ліза Брукс                         |
| 2005      | тф |                                                             | Mayday                                                   | Шерон Срендал                      |
| 2006      | ф  | Американський                                               | Americanese                                              | Бренда Нішіташі                    |
| 2006      | ф  | Скасування                                                  | Undoing                                                  | Вера                               |
| 2006      | ф  | Лігво диявола                                               | Devil's Den                                              | Кейтлін                            |
| 2006      | с  | Лас Вегас                                                   | Las Vegas                                                | Наталі Ко                          |
| 2006      | с  | Книга Даниїла                                               | The Book of Daniel                                       | Крістін Хо                         |
| 2007      | с  | У надзвичайному випадку                                     | In Case of Emergency                                     | Келлі Лі                           |
| 2007—2014 | мс | Фінеас і Ферб                                               | Phineas and Ferb                                         | Стейсі Хірано                      |
| 2007      | ф  | Шанхайський поцілунок                                       | Shanghai Kiss                                            | Мікі Янг                           |
| 2007      | ф  | Повітря, яким я дихаю                                       | The Air I Breathe                                        | Джіюнг                             |
| 2008      | с  | Закон і порядок: Спеціальний корпус                         | Law & Order: Special Victims Unit                        | Келлі Сун                          |
| 2008—2009 | с  | Армійські дружини                                           | Army Wives                                               | Джордана Девіс                     |
| 2008      | ф  | Шлях клинка                                                 | Stiletto                                                 | Детектив Гановер                   |
| 2008      | мф | Мертвий космос: загибель                                    | Dead Space: Downfall                                     | Шен                                |
| 2008      | ф  | Ферма                                                       | Farm House                                               | Ліліт                              |
| 2008      | ф  | Похорон Дим Сам                                             | Dim Sum Funeral                                          | Сінді                              |
| 2009      | с  | 4исла                                                       | Numbers                                                  | Еліс Чен                           |
| 2009      | мс | Неймовірна Людина-павук                                     | The Spectacular Spider-Man                               | Шан Шан                            |
| 2009      | с  | На видноті                                                  | In Plain Sight                                           | Енн Лі                             |
| 2009      | с  | На видноті                                                  | In Plain Sight                                           | Енн Лі                             |
| 2009      | с  | Морська поліція: Лос-Анджелес                               | NCIS: Los Angeles                                        | Лі Вуан Кай                        |
| 2009      | с  | NCIS: Полювання на вбивць                                   | NCIS                                                     | Лі Вуан Кай                        |
| 2009      | мф | Скубі-Ду та меч самурая                                     | Scooby-Doo! and the Samurai Sword                        | Місс Мірімото                      |
| 2009      | ф  | Турнір                                                      | The Tournament                                           | Лай Лай Чжен                       |
| 2010      | мф | Бетмен: Під червоною маскою                                 | Batman: Under the Red Hood                               | Місс Лі                            |
| 2010—2011 | с  | Гаваї 5.0                                                   | Hawaii Five-0                                            | Лора Гіллс                         |
| 2010—2011 | с  | Щоденники вампіра                                           | The Vampire Diaries                                      | Перл Чжу                           |
| 2011      | с  | CSI: Місце злочину                                          | CSI: Crime Scene Investigation                           | Енджі Салліджер                    |
| 2011—2021 | мс | Молода Ліга справедливості                                  | Young Justice                                            | Паула Крок                         |
| 2011      | ф  | Чого хочуть жінки                                           | What Women Want                                          | Дівчина в рекламі Лото             |
| 2011      | ф  | Майже ідеально                                              | Almost Perfect                                           | Ванеса Лі                          |
| 2011      | мф | Зелений Ліхтар: Смарагдові лицарі                           | Green Lantern: Emerald Knights                           | Лайра                              |
| 2011      | мф | Фінеас і Ферб у другому вимірі                              | Phineas and Ferb the Movie: Across the 2nd Dimension     | Стейсі Хірано                      |
| 2012      | ф  | Біла жаба                                                   | White Frog                                               | Мей Чанг                           |
| 2012      | с  | Посредник Кейт                                              | Breakout Kings                                           | Лідія                              |
| 2012      | с  | Королі втечі                                                | Fairly Legal                                             | Кендра Парк                        |
| 2012—2019 | с  | Стріла                                                      | Arrow                                                    | Чайна Вейн                         |
| 2013      | ф  | Хаумана                                                     | The Haumana                                              | Лінда                              |
| 2013      | ф  | Вони помирають до світанку                                  | They Die by Dawn                                         | Поллі Беміс                        |
| 2013      | с  | Касл                                                        | Castle                                                   | Скарлет Джонс                      |
| 2013—2014 | с  | Сховище 13                                                  | Warehouse 13                                             | Ебігейл Чо                         |
| 2013—2017 | мс | Черепашки Ніндзя                                            | Teenage Mutant Ninja Turtles                             | Карай                              |
| 2014      | ф  | Епоха завтрашнього дня                                      | Age of Tomorrow                                          | Доктор Городон                     |
| 2014      | тф | Середня школа Володіння                                     | High School Possession                                   | Деніс Бреді                        |
| 2014      | с  | Сотня                                                       | The 100                                                  | Сісі Картвіг                       |
| 2015      | ф  | Долина Смерті                                               | Death Valley                                             | Грінстріт                          |
| 2015      | с  | Бути Мері Джейн                                             | Being Mary Jane                                          | Алана                              |
| 2016      | ф  | Поза грою                                                   | Beyond the Game                                          | Лі                                 |
| 2016      | ф  | Пошук Кукана                                                | Finding Kukan                                            | Лі Лінг Ай                         |
| 2016      | ф  | Сон Кеплера                                                 | Kepler's Dream                                           | Айрін                              |
| 2017      | с  | Академічна відпустка                                        | Gap Year                                                 | Ванесса                            |
| 2017      | с  | Морська поліція: Новий Орлеан                               | NCIS: New Orleans                                        | Анна Йонн                          |
| 2017—2022 | с  | Орвілл                                                      | The Orville                                              | Адмірал Озава                      |
| 2017      | ф  | Максимальний удар                                           | Maximum Impact                                           | Кейт                               |
| 2018      | ф  | ФРЕДІ                                                       | F.R.E.D.I.                                               | Енді Палмер                        |
| 2018      | тф | Різдвяна країна чудес                                       | Christmas Wonderland                                     | Джулія                             |
| 2018      | кф | Люсі в небі                                                 | Lucy in the Sky                                          | Сьюзен                             |
| 2019      | ф  | Поверніться до Китаю                                        | Go Back to China                                         | Мей Лі                             |
| 2020      | ф  | Фінеас і Ферб: Кендес проти Всесвіту                        | Phineas and Ferb the Movie: Candace Against the Universe | Стейсі Хірано                      |
| 2020      | с  | Найкраще в Лос-Анджелесі                                    | L.A.'s Finest                                            | Анджела Тернер                     |
| 2021      | мф | Бетмен: Душа дракона                                        | Batman: Soul of the Dragon                               | Леді Шива                          |
| 2021      | ф  | Пошук Охани                                                 | Finding 'Ohana                                           | Лейлані                            |
| 2021      | тф | Список на все життя                                         | List of a Lifetime                                       | Бренда Лі                          |
| 2021      | ф  | Намальована краса                                           | Painted Beauty                                           | Карла                              |
| 2022      | мс | Нетутешні                                                   | Solar Opposites                                          | Дружина Лервуса                    |
| 2022      | мс | Легенда про Vox Machina                                     | The Legend of Vox Machina                                | Анна Ріплі                         |
| 2022      | тф | Клуб убивць Занепалих ангелів: Друзі, за яких варто померти | Fallen Angels Murder Club: Friends to Die For            | Джоелле Воллес                     |
| 2022      | тф | Клуб убивць Занепалих ангелів: Герої та злочинці            | Fallen Angels Murder Club: Heroes and Felons             | Джоелле Воллес                     |
| 2023      | с  | Сімейка чорної мафії                                        | BMF                                                      | Вероніка Джин                      |
| 2023      | с  | Східний Нью-Йорк                                            | East New York                                            | Елісон Ча                          |
| 2024      | ф  | Дедпул і Росомаха                                           | Deadpool & Wolverine                                     | Юріко Ояма                         |